# XDA Developers
XDA Developers (oftmals nur XDA oder xda-developers) ist eine Entwicklercommunity zum Thema mobile Softwareentwicklung mit über 6,8 Mio. Mitgliedern und über 60 Mio. Beiträgen, gestartet im Jahr 2003. Die Hauptbeiträge drehen sich um das mobile Betriebssystem Android, es finden sich aber auch Themen zu anderen Betriebssystemen und Programmiersprachen.

## Geschichte
Im Jahr 2003 wurde XDA Developers von NAH6 Crypto Products BV aus den Niederlanden gegründet. Am 10. Januar 2010 wurde XDA Developers von der JB Online Media, LLC aus den Vereinigten Staaten gekauft. Der Name XDA Developers leitet sich vom O2 XDA ab, welches ab Juni 2002 als Personal Digital Assistant (PDA) mit „extra“ Funktionen vermarktet wurde.

## Beschreibung
Neben dem Nachrichten-Portal von XDA bietet das Forum die Möglichkeit für Entwickler, sich auszutauschen und Hilfe bei programmierspezifischen Fragen zu Android, Windows Phone, WebOS, Ubuntu Touch, Firefox OS und Tizen zu finden. Es gibt Informationen zu Geräten, Betriebssystemversionen, technische Unterstützung, Fragenkataloge sowie Besprechungen von Apps, Geräten und sonstigen Accessoires. Es existieren Unterbereiche für die meisten Gerätemodelle der Hersteller wie Sony, HTC, Samsung, LG, Motorola und vielen weiteren. 
Eine Hauptanlaufstelle des Forums sind Soft- und Hardwarehacks, wie beispielsweise Custom-ROMs für viele Geräte, sowie Möglichkeiten, das Gerät zu entsperren und damit Rootrechte auf dem Gerät zu erhalten.

## Kontroverse zu Custom-ROMs
Im Februar 2009 startete Microsoft eine Anfrage, alle ROMs zu entfernen, die durch OEMs erstellt wurden. Als Antwort auf diese Anfrage wurde eine Petition gestartet, die von über 10.000 Mitgliedern von XDA Developers unterzeichnet wurde. Daraufhin wurde die Anfrage seitens Microsoft zurückgezogen.

## Technik
Das Forum von XDA basierte auf einer modifizierten Version von vBulletin, während das ursprüngliche Forum mit phpBB betrieben wurde.
Eine Umstellung auf XenForo erfolgte Ende 2020.